# Quercus georgiana
Quercus georgiana — вид рослин з родини букових (Fagaceae); ендемік штатів Алабама і Джорджія, США.

## Опис
Це невелике, напіввічнозелене або пізньо-листопадне, часто багатостовбурне дерево, яке зазвичай росте від 8 до 15 метрів заввишки. Крона щільна, розлога. Кора сіра, тонка, майже гладка, трохи луската. Гілочки насичено-червоні, голі, з темно-русявими, піднятими, блідо-коричневими чечевичками. Листки яйцеподібні до еліптичних або обернено-яйцеподібних, 5–10 × 2.5–5 см; основа клиноподібна; верхівка загострена; край глибоко прорізаний 2–5 парами трикутних, загострених часточок зі щетиноподібними верхівками; верх блискучий, зелений, голий; низ блідіший з помітними пучками волосків у пазухах жилок; ніжка листка гола, завдовжки 0.6–2.3 см. Цвіте навесні. Жолуді поодинокі або парні, дворічні, сидячі або на дуже короткій ніжці; горіх кулястий або яйцеподібний, 9–14 × 9–14 мм; чашечка тонка, луската, блюдцеподібна, заввишки 4–6 мм × 9–14 мм завширшки, укриває 1/3 горіха.

## Середовище проживання
Ендемік штатів Алабама і Джорджія, США; ймовірно, вимер у штатах Північна Кароліна і Південна Кароліна.
Населяє гранітні відслонення і сухі схили та горби; на висотах 50–500 м.

## Використання
Жолуді є важливим джерелом їжі для численних видів птахів і ссавців, тоді як личинки Actias luna і Limenitis arthemis харчуються листям. Вид має потенціал для комерційного використання в садівництві, для розмноження як декоративна рослина завдяки блискучому листю та яскравому осінньому забарвленню.

## Загрози й охорона
Загрози включають ерозію, погану регенерацію та ущільнені ґрунти внаслідок руху пішоходів та транспортних засобів на відслоненнях граніту. Вплив туризму та відпочинку викликає занепокоєння. Для випадків із особливо невеликою кількістю особин генетичне заболочення та інтрогресія навколишніх видів дуба загрожують генетичній ідентичності Q. georgiana. Зміна клімату може виявитись серйозною загрозою і для цього виду. Зокрема посухи становить значну загрозу для дуба, з огляду на зростання на дуже тонких ґрунтах (глибина 50–100 см на деяких ділянках) на гранітних плоских породах.

## Галерея

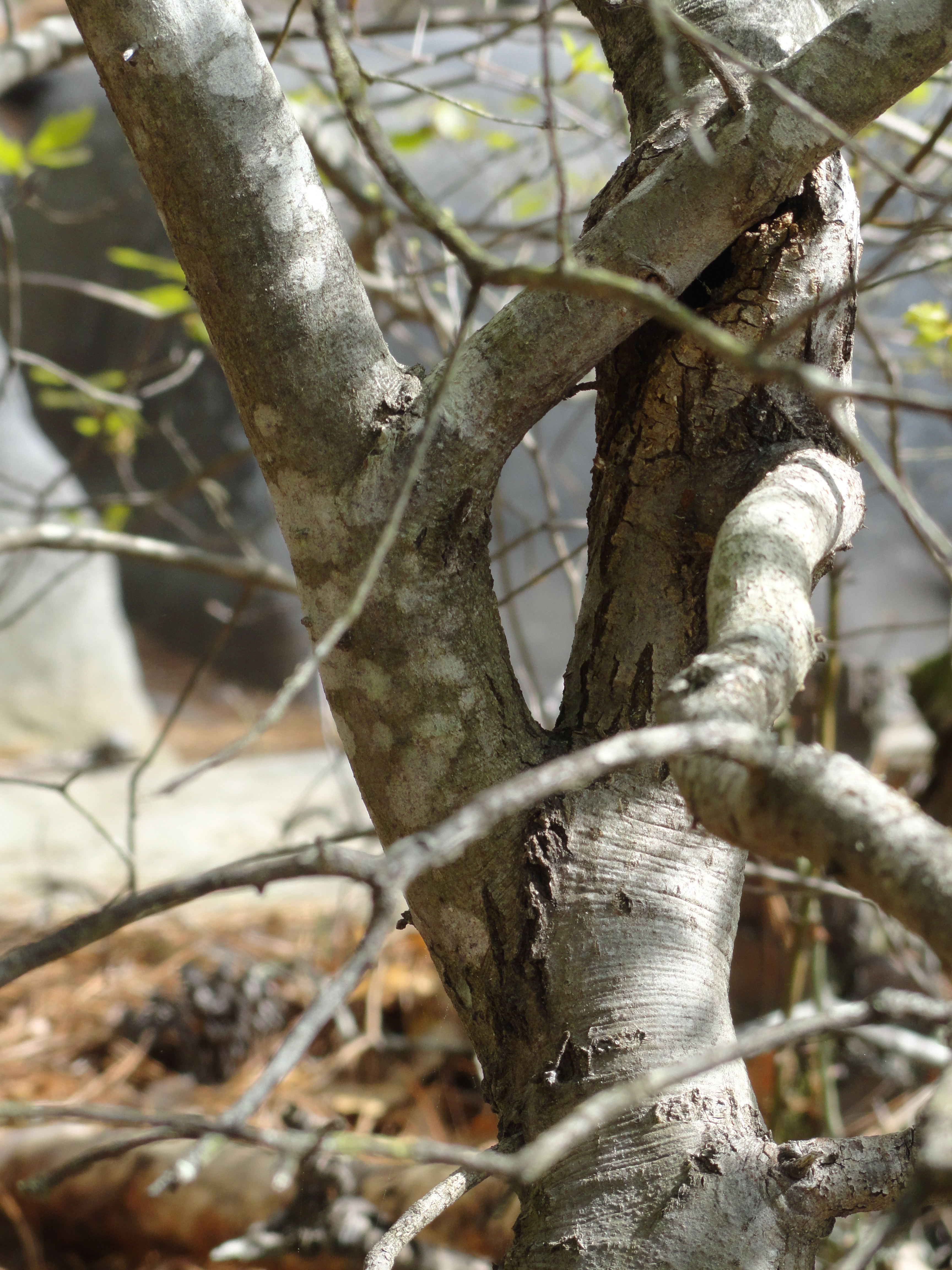
стовбур, кора
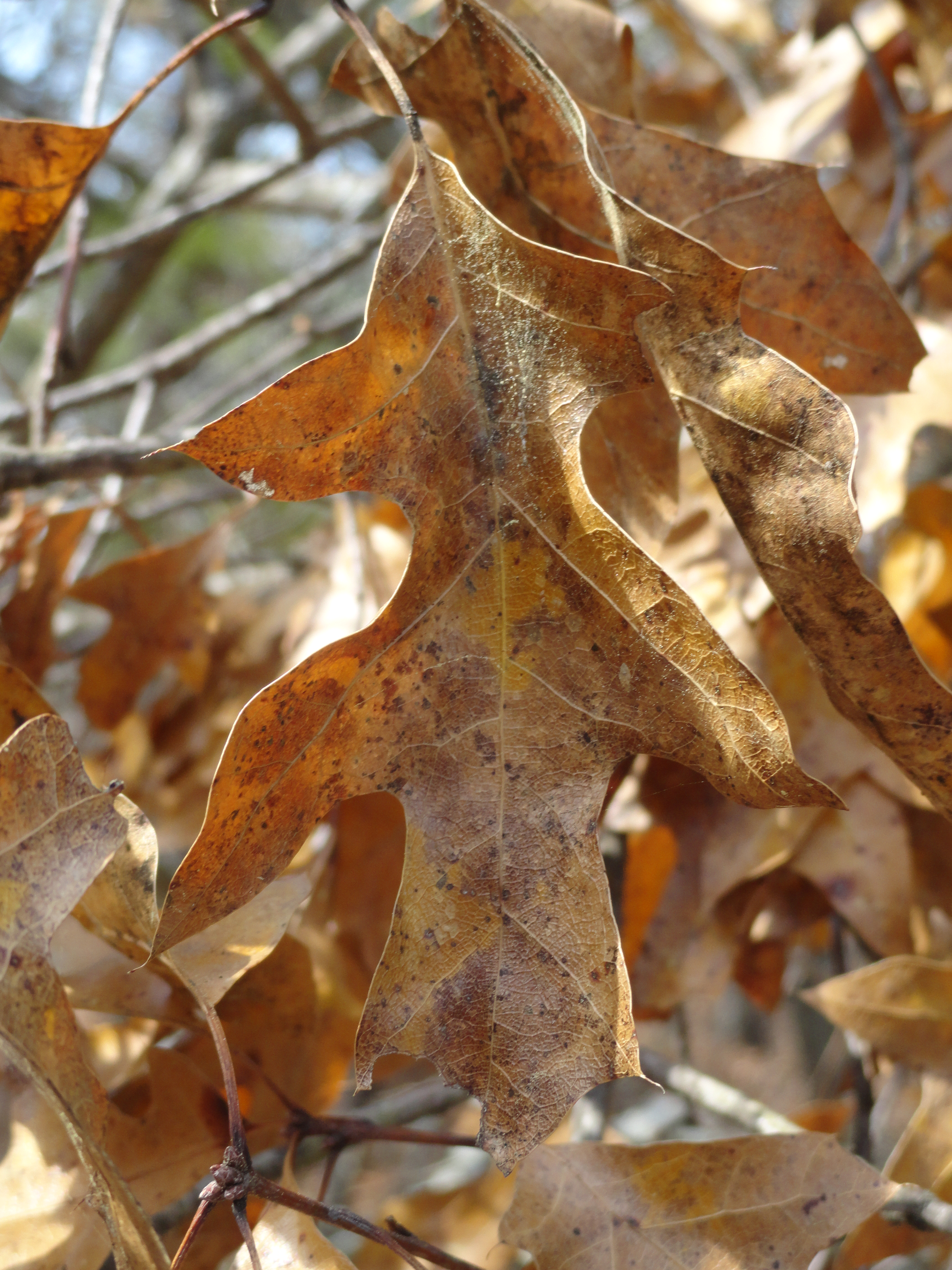
торішнє листя рано навесні
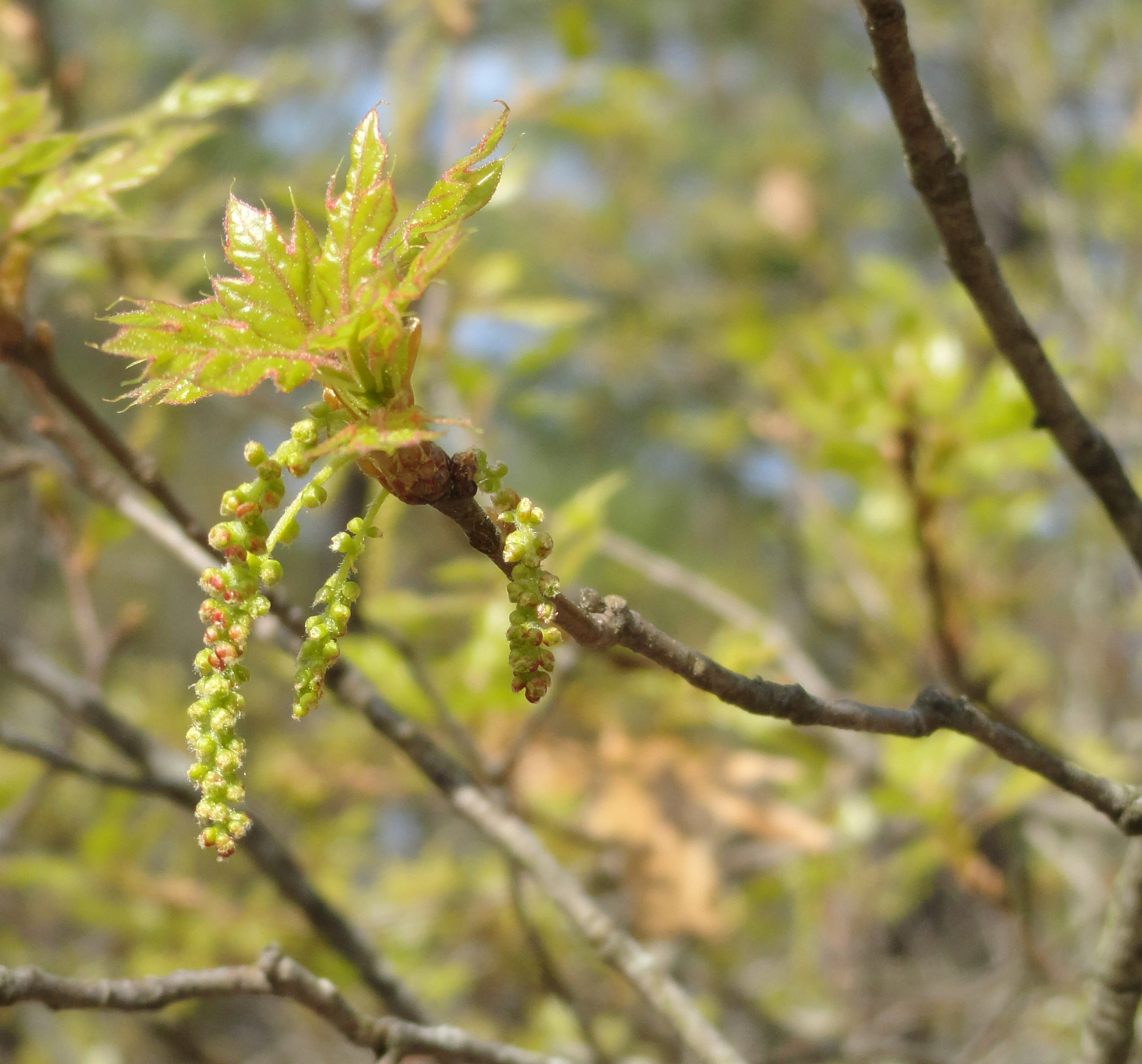
сережки
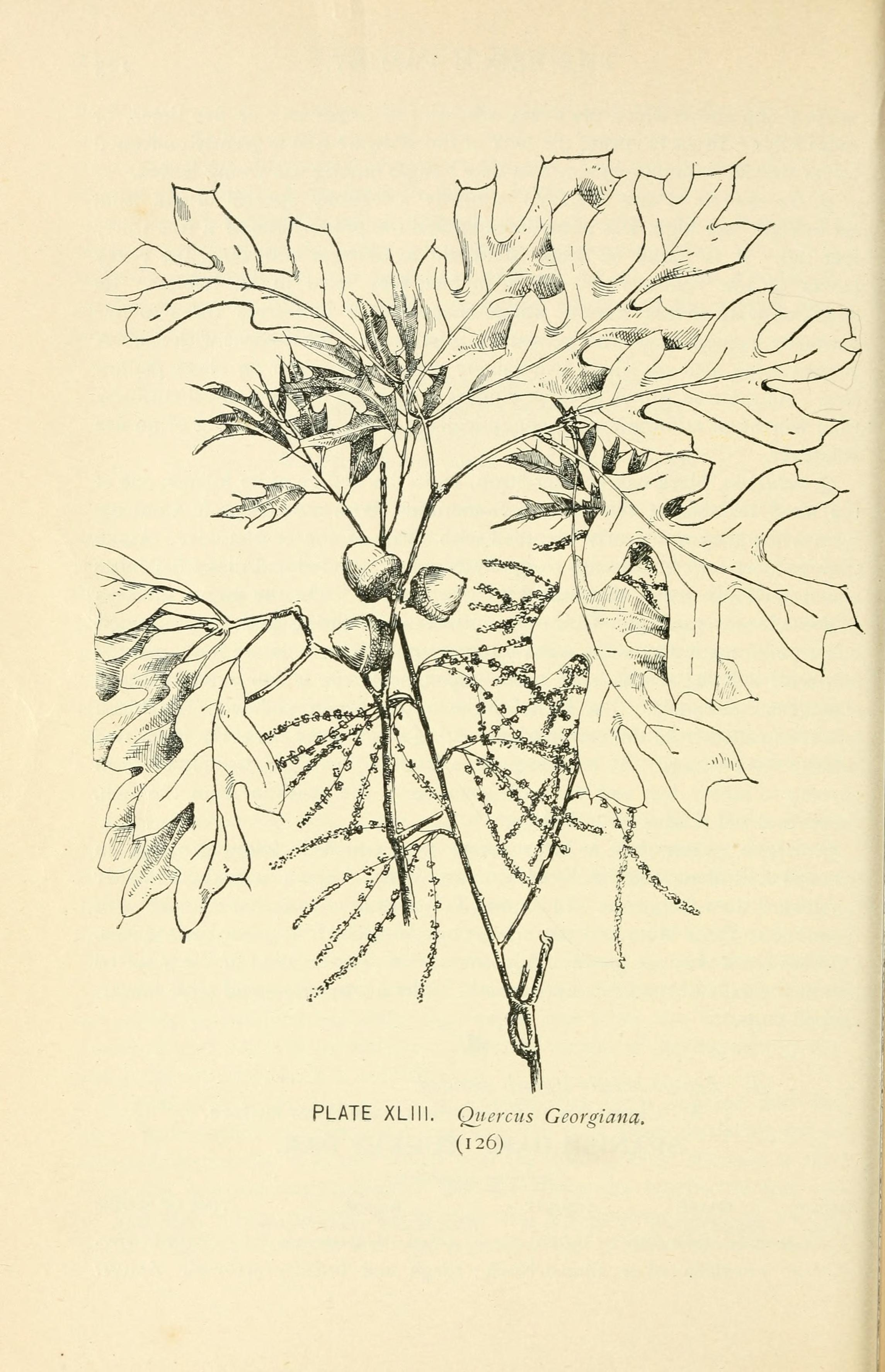
ілюстрація